# Rivière Saint-Michel
Rivière Saint-Michel är ett vattendrag i Kanada.   Det ligger i provinsen Québec, i den sydöstra delen av landet, 150 km nordost om huvudstaden Ottawa. Rivière Saint-Michel ligger vid sjöarna  Lac à Cléophas och Lac Archambault.
I omgivningarna runt Rivière Saint-Michel växer i huvudsak blandskog. Runt Rivière Saint-Michel är det glesbefolkat, med 9 invånare per kvadratkilometer.